# Lexington (Oregon)
Lexington az Amerikai Egyesült Államok északnyugati részén, Oregon állam Morrow megyéjében, a Columbia-folyótól délre, a Kék-hegységtől északnyugatra, a 74-es út mentén, Heppnertől 14 km-re északnyugatra, Hermistontól 61 km-re délkeletre, Portlandtől pedig 278 km-re keletre helyezkedik el. A 2010. évi népszámláláskor 238 lakosa volt. A város területe 1,14 km², melynek 100%-a szárazföld.
A településen keresztülfolyik a Heppner–Ione–Arlington vonalat követő Willow-patak.
A 74-es út a 210 km hosszú, az Interstate 84-et a Columbia-folyó és a Willow-patak ionei része mentén a John Day-folyó Kék-hegységben található északi ágával összekötő Blue Mountain Scenic Byway része.
A településtől 1,6 km-re északra található a főleg helyi- és az agráripar repülőit fogadó, heti 85 gépet kiszolgáló Lexingtoni repülőtér.

## Történet
A település nevét William Penland telepes választotta szülővárosa, a Kentucky állambeli Lexington után. A helyi postahivatalt 1885-ben hozták létre. 1886-ban, az akkor létrejött Morrow megye székhelyére kiírt szavazáson a település 33 vokssal maradt alul Heppnerrel szemben. A helyiség városi rangot 1903-ban kapott; a következő népszámláláson, 1910-ben 185 lakója volt.
A közösség létrejöttekor a bevándorlók juhtenyésztésből éltek; a később marhatenyésztéssel és gabonatermesztéssel kiegészülő ágazat ma is fontos szerepet tölt be.

## Éghajlat
| Hónap                         | Jan.  | Feb.  | Már.  | Ápr. | Máj. | Jún. | Júl. | Aug. | Szep. | Okt.  | Nov.  | Dec.  | Év    |
| ----------------------------- | ----- | ----- | ----- | ---- | ---- | ---- | ---- | ---- | ----- | ----- | ----- | ----- | ----- |
| Rekord max. hőmérséklet (°C)  | 23,3  | 23,9  | 26,8  | 31,7 | 36,7 | 40,6 | 42,2 | 42,2 | 37,2  | 33,3  | 26,1  | 23,9  | 42,2  |
| Átlagos max. hőmérséklet (°C) | 6,7   | 8,9   | 12,8  | 16,1 | 20,6 | 25,0 | 30,0 | 30,0 | 25,0  | 17,8  | 10,6  | 5,6   | 17,5  |
| Átlaghőmérséklet (°C)         | 3,0   | 3,4   | 7,0   | 9,5  | 13,7 | 17,2 | 21,1 | 20,9 | 16,7  | 10,6  | 5,3   | 1,2   | 10,8  |
| Átlagos min. hőmérséklet (°C) | −2,8  | −2,2  | 1,1   | 2,8  | 6,7  | 9,4  | 12,2 | 11,7 | 8,3   | 3,3   | 0,0   | −3,3  | 4,0   |
| Rekord min. hőmérséklet (°C)  | −27,8 | −27,8 | −12,8 | −7,2 | −3,9 | −0,6 | 1,7  | 2,2  | −3,9  | −12,2 | −22,8 | −26,1 | −27,8 |
| Átl. csapadékmennyiség (mm)   | 37    | 30    | 39    | 38   | 42   | 35   | 9    | 10   | 14    | 29    | 41    | 34    | 358   |
| Forrás: The Weather Channel   |       |       |       |      |      |      |      |      |       |       |       |       |       |

## Népesség

### 2010
A 2010-es népszámláláskor a városnak 238 lakója, 94 háztartása és 70 családja volt. A népsűrűség 208,8 fő/km2. A lakóegységek száma 101, sűrűségük 88,6 db/km2. A lakosok 92,4%-a fehér,   0,4%-a ázsiai,  1,7%-a egyéb, 5,5%-a pedig kettő vagy több etnikumú. A spanyol vagy latino származásúak aránya 1,3% (0,8% mexikói,   0,4% egyéb spanyol vagy latino származású.)
A háztartások 28,7%-ában élt 18 évnél fiatalabb. 60,6% házas, 9,6% egyedülálló nő, 4,3% egyedülálló férfi, 25,5% pedig nem család. 17% egyedül élt; 8,6%-uk 65 éves vagy idősebb. Egy háztartásban átlagosan 2,53 személy élt; a családok átlagmérete 2,86 fő.
A medián életkor 43 év volt. A város lakóinak 24,4%-a 18 évesnél fiatalabb, 6,7% 18 és 24 év közötti, 19,4%-uk 25 és 44 év közötti, 31,9%-uk 45 és 64 év közötti, 17,6%-uk pedig 65 éves vagy idősebb. A lakosok 55%-a férfi, 45%-a pedig nő.

### 2000
A 2000-es népszámláláskor  a városnak 263 lakója, 102 háztartása és 72 családja volt. A népsűrűség 230,7 fő/km2. A lakóegységek száma 111, sűrűségük 97,4 db/km2. A lakosok 96,96%-a fehér,   0,76%-a ázsiai,  0,38%-a egyéb-, 0,76%-a pedig kettő vagy több etnikumú. A spanyol vagy latino származásúak aránya 0,38% (0,38% mexikói,   )
A háztartások 29,4%-ában élt 18 évnél fiatalabb. 64,7% házas, 4,9% egyedülálló nő; 29,4% pedig nem család. 20,6% egyedül élt; 12,7%-uk 65 éves vagy idősebb. Egy háztartásban átlagosan 2,58 személy élt; a családok átlagmérete 3,03 fő.
A város lakóinak 24,3%-a 18 évesnél fiatalabb, 6,8% 18 és 24 év közötti, 28,1%-uk 25 és 44 év közötti, 24,7%-uk 45 és 64 év közötti, 16%-uk pedig 65 éves vagy idősebb. A medián életkor 42 év volt. Minden 100 nőre 107,1 férfi jut; a 18 évnél idősebb nőknél ez az arány 103,1.
A háztartások medián bevétele 43 125 amerikai dollár, ez az érték családoknál $50 625. A férfiak medián keresete $37 969, míg a nőké $24 688. A város egy főre jutó bevétele (PCI) $23 152. A családok 6,7%-a, a teljes népesség 12%-a élt létminimum alatt; a 18 év alattiaknál ez a szám 20,6%, a 65 évnél idősebbeknél pedig 7,1%.

## Gazdaság és oktatás
A 2002-es adatok alapján a legnagyobb foglalkoztatók a Morrow County Grain Growers termény- és alkatrész-forgalmazó, két heppneri székhelyű vállalat (Columbia Basin Electric Co-op és egy fémgyártó), illetve egy mezőgazdaságigép-szerviz.
A településen van a Morrow megyei Iskolakerület központja; a legközelebbi oktatási intézmény Heppnerben található.

## Fordítás
Ez a szócikk részben vagy egészben  a   Lexington, Oregon című angol Wikipédia-szócikk ezen változatának fordításán alapul.  Az eredeti cikk szerkesztőit annak laptörténete sorolja fel. Ez a jelzés csupán a megfogalmazás eredetét és a szerzői jogokat jelzi, nem szolgál a cikkben szereplő információk forrásmegjelöléseként.